# Tzobojitle Jotoaquil
Tzobojitle Jotoaquil es una localidad del estado mexicano de Chiapas. Es parte del municipio de Chilón.

## Demografía
| Gráfica de evolución demográfica |
|                                  |

| Censo | Población |
| ----- | --------- |
| 1970  | 285       |
| 1980  | 343       |
| 1990  | 623       |
| 2000  | 634       |
| 2010  | 984       |
| 2020  | 1 362     |